# 江都公主
江都公主，明朝公主，明興宗朱标長女，生母不详。
洪武二十七年（1394年），嫁給長興侯耿炳文之子耿璿，耿璿累任至前軍都督僉事。當初稱江都郡主。建文元年（1399年），升為公主，耿璿為駙馬。當時耿炳文進攻燕王朱棣，耿璿勸其直接攻打北平。當時耿炳文被罷免，耿璿隨其退隱。永樂初年，耿璿稱病不出，后連坐而死。江都公主降至江都郡主，后憂慮而死。